# Boku no aruku michi
Boku no aruku michi (僕の歩く道?) è un dorama stagionale autunnale in 11 puntate di Fuji TV e mandato in onda nel 2006.

## Trama
Teruaki, un uomo ormai trentenne affetto da autismo, si comporta ancora come fosse solo un bambino di 10 anni: a causa della sua sindrome, ma soprattutto della mancanza di comprensione delle persone che lo circondano, si ritrova ad essere in profonda difficoltà. Egli rimane frustrato da questa incapacità da parte delle cosiddette persone normali di comprendere il suo modo di vivere.
Fortunatamente i suoi familiari vegliano su di lui e gli stanno vicino; con l'aiuto e il sostegno di una sua amico d'infanzia, Miyako, riuscirà un po' alla volta ad aprirsi al mondo esterno. Alla fine saranno proprio le persone "sane" a dover modificare le loro opinioni pregiudiziali e ad aver qualcosa da imparare da lui.

## Episodi
| Nº | Giapponese 「Kanji」 - Rōmaji                                  | In onda          | In onda |
| Nº | Giapponese 「Kanji」 - Rōmaji                                  | Giapponese       |         |
| 1  | 「誰よりも純粋な男」 - Dare yori mo junsuina otoko             | 10 ottobre 2006  |         |
| 2  | 「教えて本当の気持ち」 - Oshiete hontō no kimochi              | 17 ottobre 2006  |         |
| 3  | 「約束と裏切り」 - Yakusoku to uragiri                         | 24 ottobre 2006  |         |
| 4  | 「黄色い傘に降る涙」 - Kiiroi kasa ni furu namida              | 31 ottobre 2006  |         |
| 5  | 「結婚式の奇跡」 - Kekkonshiki no kiseki                       | 7 novembre 2006  |         |
| 6  | 「失踪!悲しき夕焼け」 - Shissō! Kanashiki yūyake               | 14 novembre 2006 |         |
| 7  | 「はじめての反抗」 - Hajimete no hankō                         | 21 novembre 2006 |         |
| 8  | 「偽りの心と真実の愛」 - Itsuwari no kokoro to shinjitsu no ai | 28 novembre 2006 |         |
| 9  | 「再会!助けて、テル」 - Saikai! Tasukete, Teru                 | 5 dicembre 2006  |         |
| 10 | 「涙で、愛が見えない」 - Namida de, aigamienai                 | 12 dicembre 2006 |         |
| 11 | 「僕は歩き続ける。」 - Boku wa aruki tsudzukeru                | 19 dicembre 2006 |         |